# Aegus nishiyamai
Aegus nishiyamai es una especie de coleóptero de la familia Lucanidae.

## Distribución geográfica
Habita en Sibuyan (Filipinas).